# جنى في بلاد العجائب (مسلسل)
جنى في بلاد العجائب مسلسل مصري، من بطولة مي كساب ومن إخراج محمد بريش.

## قصة المسلسل
تدور احداث المسلسل بشكل كوميدي حول الطريقة الصحيحة لتعليم الأطفال مبادئ الحياة وعدم الاستهوان بالمشاكل التي يمرون بها والاخذ بها علي محمل الجدية. خاصة أنهم أصبحوا يعلمون أموراً كثيرة لا يعلمها الكبار بعد حدوث تغير كبير في عالم التكنولوجيا التي يشهدها العالم.

## طاقم العمل
- مي كساب بدور الثعلب تعلوبة
- لطفي لبيب بدور الجد
- جنا عمرو
- رامي وحيد
- أحمد فهمي ضيف شرف[2]

## وصلات خارجية
- لائحة أبطال مسلسل النهاية على موقع السينما